# Macodes dendrophila
Macodes dendrophila är en orkidéart som beskrevs av Rudolf Schlechter. Macodes dendrophila ingår i släktet Macodes och familjen orkidéer. Inga underarter finns listade i Catalogue of Life.